# Ди (река, впадает в Ирландское море)
Ди, или А́вон-Ди́врдуй (валл. Afon Dyfrdwy, англ. River Dee) — река длиной 110 км, протекающая в Уэльсе и Англии и формирующая часть границы между ними.
Исток реки находится в горах Сноудонии на северо-западе Уэльса. Она течёт на север через уэльский город Куинсфери, английский город Честер и впадает в Ливерпульский залив Ирландского моря. Устье Ди разделяет берег Уэльса и полуостров Уиррал, относящийся к Англии.

## Статистика
Общая площадь бассейна Ди до Честерской плотины составляет около 1800 км². Средний уровень осадков в бассейне составляет 640 мм, что даёт среднее течение 37 м³/с.
Среди крупных водохранилищ в бассейне Ди можно отметить следующие:
- Озеро Бала, или Ллин-Тегид — 1,6 км²
- Ллин-Брениг — 1,5 км²
- Ллин-Келин — 1,3 км²

## Бассейн
Исток Ди находится на склонах холмов Диаллт над Лланивхллином в горах Сноудонии (Мерионетшир, Уэльс). Затем река течёт через озеро Бала. Русло реки идёт на восток-юго-восток через болота Денби, рукотворный водопад «Подкова» и проходит через Лланголлен, обходя карстовые выходы к северу от этого города. К востоке от Лланголлена Ди проходит под акведуком Понтикисиллте Томаса Телфорда, построенным в 1805 году.
Один из крупных притоков Ди, река Алин, течёт по известняковым почвами каменноугольного периода в горах Халкин и впадает в Ди около Молда. На всём протяжении русла реки Алин существует множество карстовых воронок и пещер, и летом река на большом протяжении пересыхает. Немалая часть этой «потерянной» воды через рукотворный канал, созданный для осушения рудников в горах Халкин, позже попадает в устье Ди.
Возле границ Чешира и расположенного там каменноугольного бассейна русло Ди резко поворачивает на север и подходит к Честеру. Здесь на протяжении большого участка русло снижается лишь на несколько метров и фактически представляет собой большое озеро. На прилегающих плодородных землях сохранилось множество заброшенных шахт и карьеров, часть из которых используются как мусорные свалки.